# William Astbury
William Thomas Astbury (Stoke-on-Trent, 25 de fevereiro de 1898 — Leeds, 4 de junho de 1961) foi um físico e biólogo molecular inglês, que fez estudos pioneiros em moléculas biológicas, utilizando a técnica de difracção de raios-X. O seu trabalho sobre a queratina providenciou as bases para a descoberta da alfa-hélice por Linus Pauling.
Também estudou a estrutura do ADN em 1937, tendo dado os primeiros passos na elucidação da sua estrutura.

## Obras
- W.T. Astbury e  H.J. Woods (1931). The Molecular Weights of Proteins. Nature. 127. [S.l.: s.n.] pp. 663–665
- W.T. Astbury e A. Street (1931). X-ray studies of the structures of hair, wool and related fibres. I. General. Trans. R. Soc. Lond. A230. [S.l.: s.n.] pp. 75–101
- W.T. Astbury (1933). Some Problems in the X-ray Analysis of the Structure of Animal Hairs and Other Protein Fibers. Trans. Faraday Soc. 29. [S.l.: s.n.] pp. 193–211
- W.T. Astbury e H.J. Woods (1934). X-ray studies of the structures of hair, wool and related fibres. II. The molecular structure and elastic properties of hair keratin. Trans. R. Soc. Lond. A232. [S.l.: s.n.] pp. 333–394
- W.T. Astbury e W.A. Sisson (1935). X-ray studies of the structures of hair, wool and related fibres. III. The configuration of the keratin molecule and its orientation in the biological cell. Proc. R. Soc. Lond. A150. [S.l.: s.n.] pp. 533–551